# Collula acaciae
Collula acaciae är en tvåvingeart som först beskrevs av Jean-Jacques Kieffer 1909.  Collula acaciae ingår i släktet Collula och familjen gallmyggor.
Artens utbredningsområde är Egypten. Inga underarter finns listade i Catalogue of Life.